# Sephadex
Sephadex es una marca registrada de gel dextrano reticulado que se usa en laboratorio para la separación de moléculas por peso molecular (por filtración en gel y cromatografía). El producto fue desarrollado por Jerker Porath y Per Flodin y comercializado por la compañía Pharmacia en 1959. El nombre en un acrónimo de separation Pharmacia dextran. 
Se presenta en forma de bolitas porosas de un tamaño entre 20 y 300 micras. El grado de reticulación del dextranodetermina la capacidad de separación del gel y se puede variar para adaptarlo al uso con diversas sustancias.